# François Alfonsi
François Alfonsi (Ajaccio, 14 settembre 1953) è un politico francese, esponente del partito regionale Femu a Corsica.

## Biografia
La militanza politica ha inizio a Grenoble, dove sarà coinvolto nelle manifestazioni di protesta legate all'Affare dei fanghi rossi.
Laureatosi nel 1976 all'istituto Politecnico di Grenoble, dopo gli studi torna in Corsica e si dedica all'insegnamento di matematica e di fisica, divenendo  successivamente un funzionario dell'Agence de la transition écologique.
Dal 1987 al 1998 è consigliere territoriale all'Assemblea della Corsica, mentre nel 2002 diviene sindaco di Osani, carica che manterrà fino al 2020.
Alle elezioni europee del 2009 è eletto al Parlamento europeo nelle liste di Europa Ecologia, in rappresentanza del raggruppamento Regioni e Popoli Solidali (RPS) di cui è portavoce.
Dal 2014 al 2019 è presidente dell'Alleanza Libera Europea.
Viene rieletto europarlamentare nel 2014 e nel 2019, nelle liste di Europa Ecologia I Verdi.
È condirettore del settimanale Arritti.